# Crystal Bernard
Crystal Lynn Bernard (Garland, 30 settembre 1961) è un'attrice e cantautrice statunitense.
È nota soprattutto per aver partecipato alla serie TV degli anni '90 Wings. Ha lavorato per la televisione e per il cinema e ha all'attivo due album come cantante country.

## Filmografia parziale

### Cinema
- L'ospedale più pazzo del mondo (Young Doctors in Love), regia di Garry Marshall (1982)
- Slumber Party Massacre II, regia di Deborah Brock (1987)
- Gideon, regia di Claudia Hoover (1998)
- Jackpot, regia di Michael Polish (2001)

### Televisione
- Happy Days - serie TV, 16 episodi (1982-1983)
- Nancy, Sonny & Co. (It's a Living) - serie TV, 93 episodi (1985-1989)
- Wings – serie TV, 172 episodi (1990-1997)
- Il volto della vendetta (A Face to Kill For), regia di Michael Toshiyuki Uno (1999)
- La vita secondo Jim (According to Jim) - serie TV, un episodio (2003)
- Ogni libro ha i suoi segreti (Grave Misconduct), regia di Armand Mastroianni – film TV (2008)

## Discografia

### Album
- 1996 - Girl Next Door
- 1999 - Don't Touch Me There